# Adam Chartoi
Adam Chartoi (* 17. März 1997 in Perm) ist ein schwedischer Boxer im Mittelgewicht. 

## Karriere
Chartoi wurde bei den Erwachsenen Schwedischer Meister 2018 im Mittelgewicht und startete bei den Europaspielen 2019, wo er im Viertelfinale gegen Salvatore Cavallaro ausschied. Bei der Weltmeisterschaft 2019 unterlag er in der zweiten Vorrunde gegen Euri Cedeño.
Aufgrund seiner internationalen Ranglistenplatzierung erhielt er einen Startplatz bei den Olympischen Sommerspielen 2020 in Tokio, wo er in der Vorrunde gegen Francisco Verón verlor.

### Auswahl int. Turnierergebnisse
- November 2019: 2. Platz Tammer Tournament in Finnland[6]
- Mai 2019: 1. Platz Feliks Stamm Tournament in Polen[7]
- Oktober 2018: 3. Platz Tammer Tournament in Finnland[8]
- November 2017: 3. Platz Box-Am Tournament in Spanien[9]
- Oktober 2015: 3. Platz Ahmet Cömert Tournament in der Türkei[10]